# Chryssanthi Kavazi

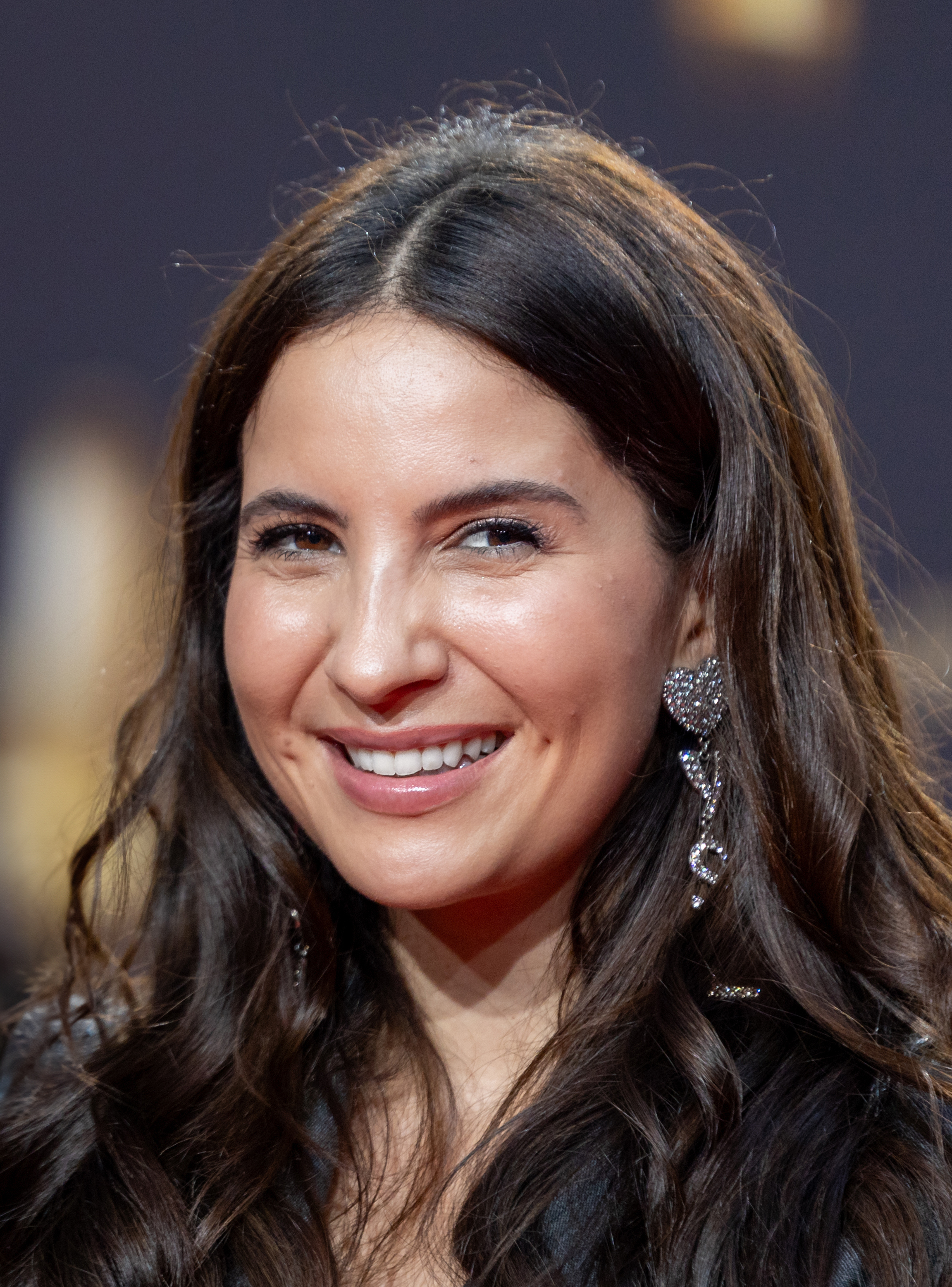
Chryssanthi Kavazi (2023)

Chryssanthi Kavazi, verheiratete Beck (* 28. Januar 1989 in Wolfenbüttel), ist eine griechisch-deutsche Schauspielerin. Sie wurde 2017 durch die RTL-Daily Soap Gute Zeiten, schlechte Zeiten bekannt.

## Leben
Chryssanthi Kavazi wurde 1989 in Wolfenbüttel geboren und wuchs mit drei älteren Geschwistern in Hillerse auf, wo ihre Eltern mit dem Hillerser Hof ein griechisches Restaurant betreiben. Für eine
Ausbildung und Arbeit als Industriemechanikerin für Produktionstechnik im Volkswagenwerk Salzgitter zog sie nach Braunschweig, danach nach Köln, wo sie von 2012 bis 2014 die Schauspielschule Film Acting School Cologne besuchte. Nebenher nahm sie privaten Schauspielunterricht und arbeitete in einer Boutique.
Ihre erste Nebenrolle hatte Kavazi 2015 in der deutschen Komödie Männertag; im selben Jahr wirkte sie neben Tom Beck in einer Folge der Fernsehserie Einstein mit. Seitdem ist sie mit ihm liiert und wohnt mit ihm in Berlin. Bekannt wurde sie 2017 durch ihre Hauptrolle als Laura Weber bzw. Lehmann in der RTL-Daily Soap Gute Zeiten, schlechte Zeiten. Nach der Heirat mit Beck im August 2018 folgte eine Zeremonie in der griechisch-orthodoxen Kirche in Gifhorn. Im November 2019 wurde das Paar Eltern eines Sohnes und im April 2024 Eltern einer Tochter. Seit 2020 hat Kavazi neben der griechischen auch die deutsche Staatsbürgerschaft.
2023 nahm sie mit dem Profitänzer Vadim Garbuzov an der 16. Staffel der RTL-Show Let’s Dance teil und belegte den 7. Platz.

## Filmografie
- 2016: Männertag
- 2017: Alles was zählt (Folge 2626)
- 2017: Einstein
- 2017–2019; seit 2020: Gute Zeiten, schlechte Zeiten
- 2023: Ein Sommer auf Kreta
- 2024: Sexuell verfügbar
- 2025: Like a Loser (Fernsehserie, Folge: 2.06)[12]